# John Lyttelton (11e vicomte Cobham)
John William Leonard Lyttelton, 11e vicomte Cobham (15 juin 1943 - 13 juillet 2006) est un noble britannique et pair de la famille Lyttelton. Il est connu sous le nom de "Johnny Lyttelton" par ses amis et sa famille.

## Biographie
Il fait ses études au Collège d'Eton, où son père a été avant lui, et au Christ's College, Christchurch, alors que son père le 10e vicomte est Gouverneur général de Nouvelle-Zélande. Il fréquente ensuite le Royal Agricultural College de Cirencester.
Il épouse Penelope Ann Cooper en 1974 et hérite des titres de la famille et du manoir de Hagley Hall, à la mort de son père en 1977. Confronté à des droits de succession et à des coûts d'entretien élevés  ainsi qu'à l'état instable des finances laissé par ses prédécesseurs, il vend aux enchères les archives de 700 ans de sa famille pour 164 000 £ et vend Necker Island à Richard Branson pour 120 000 $ . Le manoir est converti en lieu de conférence, bien qu'elle soit également restée la maison familiale.
Il est membre du Parti conservateur, mais sa timidité l'empêche d'occuper le siège à la Chambre des lords auquel sa pairie héréditaire lui donne droit. Il quitte les conservateurs en 1992, pour protester contre l'annonce par Michael Heseltine de la fermeture de nombreuses mines de charbon. Sa première épouse est conseillère spéciale de David Mellor lorsque Mellor est secrétaire d'État à la Culture, aux Médias et aux Sports en 1992. Lady Cobham quitte plus tard son mari pour Mellor, et ils divorcent le 30 août 1995. Lord Cobham doit vendre des objets de famille pour payer à son ex-femme 1 million £ en règlement de divorce. Il avoue plus tard avoir envisagé de se suicider après la rupture de son mariage et admet être assis dans son salon avec un fusil de chasse chargé .
Lord Cobham se remarie le 1er août 1997 à Lisa Clayton, la première femme britannique à avoir fait le tour du monde en solitaire et sans escale.
Il s'oppose à l'interdiction de la chasse au renard et déclare qu'il préférait aller en prison plutôt que d'empêcher la chasse d'avoir lieu sur son domaine .
Lord Cobham est mort en Espagne. Ses cendres sont amenées à Hagley pour être enterrées dans le tombeau des Lyttelton à l'église paroissiale de Hagley. Il n'a aucun enfant de l'un ou l'autre mariage et ses titres passent à son jeune frère, Christopher Lyttelton (12e vicomte Cobham).